# Sipalolasma humicola
Sipalolasma humicola är en spindelart som först beskrevs av Benoit 1965.  Sipalolasma humicola ingår i släktet Sipalolasma och familjen Barychelidae.
Artens utbredningsområde är Moçambique. Inga underarter finns listade i Catalogue of Life.